# Plecia gilvipennis
Plecia gilvipennis är en tvåvingeart som beskrevs av Hardy 1949. Plecia gilvipennis ingår i släktet Plecia och familjen hårmyggor.
Artens utbredningsområde är Madagaskar. Inga underarter finns listade i Catalogue of Life.